# Óscar Arias
Óscar Rafael de Jesús Arias Sánchez (født 13. september 1940 i Heredia, Costa Rica) er den første Nobelprismodtager der er blevet valgt som et lands præsident. Han var præsident i Republikken Costa Rica fra 1986 til 1990, og blev med en snæver valgsejr i 2006 valgt til sin anden præsidentperiode. I 1987 fik han Nobels fredspris for sit arbejde med at stoppe borgerkrigene i flere mellemamerikanske lande.